# Béal an Mhuirthead
Béal an Mhuirthead o Belmullet (versione inglese molto ricorrente) è un paese del Mayo, in Irlanda, con una popolazione di circa 1 000 abitanti.
Sebbene ufficialmente faccia parte della regione gaeltacht del Mayo è un centro in cui si parla quasi totalmente lingua inglese.
È situato su un istmo che collega la penisola di Mullet al resto della barony di Erris, rendendosi così importante punto d'accesso per la selvaggia e interessante quanto isolata area del Mayo settentrionale ricca di folklore, tradizione, storia e cultura.
Belmullet in sé è una interessante località che sta conoscendo grazie al turismo soprattutto, nuove costruzioni e svaghi, non per ultimo l'apprezzato impianto da golf di Carne a breve distanza dallo scenografico paesaggio atlantico e la vicina Bangor Erris, o la curiosa piscina all'aperto contigua all'Oceano.
Apprezzata anche per la pesca, che risulta sempre soddisfacente e abbondante, grazie ai numerosi fiumi e laghi, oltre che allo sbocco sulla baia di Broad Haven. Negli ultimi anni è una località turistica per le vacanze estive, specialmente a metà agosto quando l'annuale 'Fair Day' visitatori e vecchi emigranti del posto da tutte le parti del pianeta. Molte le spiagge sulle vicinanze, la più rinomata senz'altro An Géata Mor, dietro la Cappella di Saint Deirbhile.